# Andrzej J. Kamiński

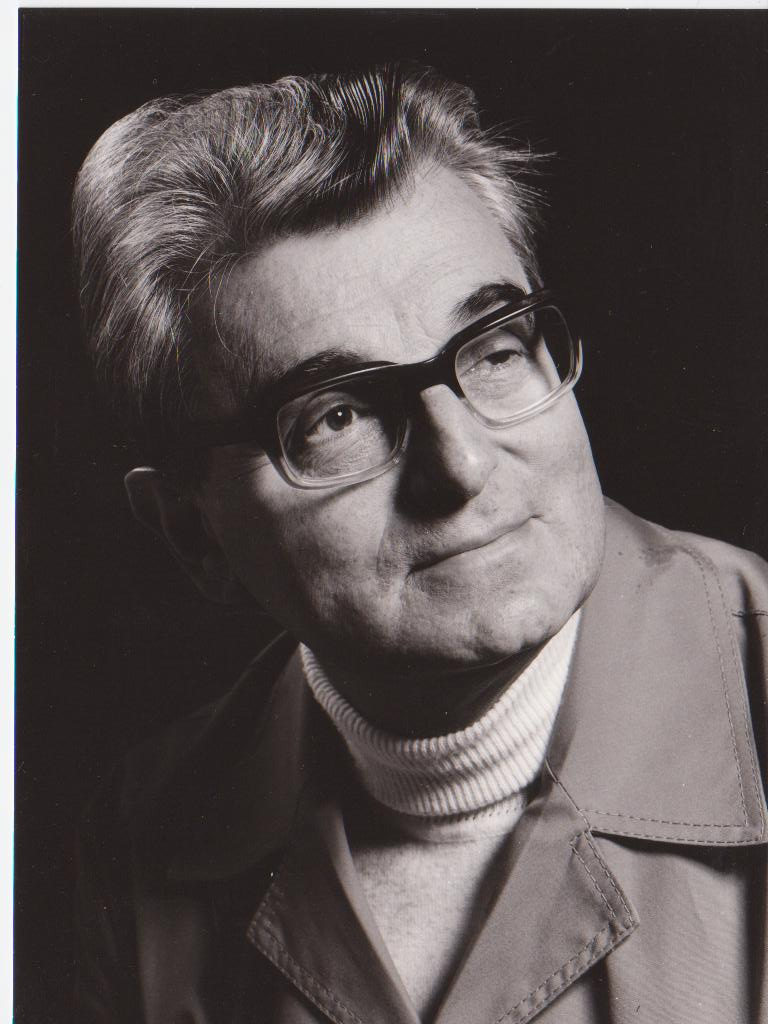
Andrzej J. Kaminski im Jahr 1976

Andrzej Józef Kamiński (* 20. Juni 1921 in Warschau, Polen; † 4. Februar 1985 in Hagen, Deutschland) war ein polnischer Historiker spezialisiert in der Geschichte Deutschlands. Sein Schwerpunkt war die Zeit des Nationalsozialismus und deren Auswirkungen auf die deutsche Gegenwart.

## Biografie
Seine Eltern, Natalia Szper-Kaminska und Joseph Szper waren beide Ärzte.
Im Jahre 1939 machte er das Abitur am Stefan-Batory-Gymnasium in Warschau. Im September 1939 nahm er als Freiwilliger an der Verteidigung Polens gegen den Nazi-Überfall (südliche Front) teil. Während der Nazi-Besetzung nahm er den Familiennamen der Mutter an, da sein Vater jüdischer Abstammung war.
Von 1939 bis 1944 war er Widerstandskämpfer in der Heimatarmee, überwiegend in Radom. Am 7. März 1944 wurde er von der Gestapo verhaftet und gefoltert. Am 21. März dieses Jahres deportierte man ihn in das KZ Groß-Rosen (Schutzhäftling Pole Nr. 23351). Dort war er in der Lagerschreibstube als Schreiber und Dolmetscher für Deutsch-Französisch tätig. Im Laufe der KL-Evakuierung kam er ins Außenlager Leitmeritz des KZ Flossenbürg, wo er die Nr. 87499 erhielt.
Im Mai 1945 wurde er in Prag befreit und nahm teil an dem Prager Aufstand. Von Oktober 1945 bis 1948 studierte er Jura an der Universität Posen. Im Juli 1951 promovierte er zum Dr. phil. auf dem Gebiet der neueren Geschichte Deutschlands. Im Jahre 1964 habilitierte er sich. Von Dezember 1946 bis Februar 1958 war er wissenschaftlicher Mitarbeiter am West-Institut in Posen.
Von 1962 bis 1973 arbeitete er als unabhängiger wissenschaftlicher Mitarbeiter am Polnischen Institut für Internationale Angelegenheiten in Warschau. Er war Dozent für Neuere Geschichte und Zeitgeschichte an der Universität Posen (1951–1956), an der Universität Warschau (1957–1964) und an der Hochschule für auswärtigen Dienst in Warschau (1957–1960).
Im Jahre 1973 wurde er gezwungen, Polen zu verlassen, nachdem fünf seiner Bücher in Polen nicht erscheinen durften; darunter eine Biografie von Willy Brandt: Willy Brandt, Mensch, Politiker, Staatsmann. Danach lehrte er als Gastprofessor Neueste Geschichte und Zeitgeschichte an verschiedenen Universitäten der Bundesrepublik Deutschland. 1977 wurde er von der Bergischen Universität Wuppertal zum Professor berufen.

## Veröffentlichungen in Polnisch
(polnische Titel in deutscher Übersetzung)
- Deutschlands Haltung auf der ersten Haager Konferenz von 1899, (dt. Zusammenfassung), Posen 1962.
- Deutscher Militarismus. Soziale und politische Hauptfragen, Warschau 1962.
- Neonazismus. Ideologie, Propaganda, Wirkungsformen und Entwicklungsbedingungen der neonazistischen Bewegung (dt. Zusammenfassung), Posen 1962.
- Die nationalsozialistischen Konzentrationslager und Massenvernichtungsanstalten in der Politik des deutschen Imperialismus, (engl. Zusammenfassung), Posen 1964.
- In den Fußstapfen des Ostmarkenvereins. Die Rolle der „Landsmannschaften“ in der Politik der Bundesrepublik Deutschland, (dt. Zusammenfassung), Warschau 1966.
- Faschismus (ein populärwissenschaftlicher Abriss), Warschau 1971.

## Veröffentlichungen in Deutsch
- Nationalsozialistische Besatzungspolitik in Polen und der Tschechoslowakei 1939–1945, Bremen 1975.
- Vom Polizei- zum Bürgerstaat, Zur Geschichte der Demokratie am Beispiel einer deutschen Stadt, Peter Hammer Verlag, Wuppertal, 1976.
- Konzentrationslager 1896 bis heute, Eine Analyse. Verlag W. Kohlhammer, Stuttgart, Berlin, Köln, Mainz, 1982.
- Dito, Serie Piper (Piper) München, Zürich, 1990.

## Übersetzungen

### Polnisch
- Alptraum der Sklaverei, Konzentrationslager von 1896 bis heute, (übersetzt aus dem dt. von Halina Zarychta und Autor), Verlag Przedswit, Warschau, 1990.

### Italienisch
- I campi di concetramento dal 1896 a oggi, storia, funzioni, tipologia, Bollati Boringhieri, Torino, 1997 und 1998.